# Provincia del Maine
La provincia del Maine è stata una colonia inglese fondata nel 1622.
Nel 1691 fu annessa alla provincia della Massachusetts Bay.